# Evangelisches Archiv Baden und Württemberg
Das Evangelische Archiv Baden und Württemberg (Abkürzung: EABW) in Stuttgart-Möhringen ist das zentrale Archiv der Evangelischen Landeskirche in Württemberg und der Evangelischen Landeskirche in Baden. Das Archiv übt die Fachaufsicht über das Archivwesen und die Archivpflege aus und übernimmt Archivgut sämtlicher Schriftgutproduzenten im Bereich dieser Landeskirchen. Dazu gehören die kirchenleitenden Behörden, wie der Landesbischof, die Landessynode oder der Landeskirchenrat, die mittlere Kirchenverwaltung mit Kirchenkreisen und Dekanaten sowie die unterste Ebene der Pfarrämter mit Kirchengemeinden. Darüber hinaus sammelt das Archiv Nachlässe von bedeutenden Geistlichen und Schriftgut kirchlicher Vereine und anderer kirchlicher Werke und Einrichtungen.

## Geschichte
Zum 1. Januar 2025 fusionierten nach dreijähriger Planung das Landeskirchliche Archiv Stuttgart und das Landeskirchliche Archiv Karlsruhe zum Evangelischen Archiv Baden und Württemberg mit Standort in Stuttgart. Das Bestandsgebäude in Stuttgart erhielt einen nach zweijähriger Bauzeit im Jahr 2025 fertiggestellten Erweiterungsbau mit zusätzlichen Magazinen, einem Digitalisierungszentrum, einem voll klimatisierten Bild- und Planarchiv, sowie weiteren Besprechungsräumen. Leiter des Archivs ist Claudius Kienzle.

## Bestände
Die Einrichtung archiviert die Unterlagen der landeskirchlichen Einrichtungen und ihrer Leitungsorgane. Kirchenbücher stehen über das Kirchenbuchportal Archion online zur Verfügung. Weitere zentrale Bestände sind Konsistorialakten, Pfarrarchive, Vor- und Nachlässe sowie Sammlungen. An das Archiv angegliedert sind eine Abteilung Museale Sammlung sowie eine Abteilung Inventarisation.